# Ратково (округ Мартін)
Ратково (словац. Ratkovo) — село, громада округу Мартін, Жилінський край, регіон Турєц. Кадастрова площа громади — 0,91 км².
Населення 195 осіб (станом на 31 грудня 2018 року).

## Історія
Ратково згадується 1489 року.

## Населення
| Рік:            | 1994. | 2004.   | 2014.   | 2024.    |
| --------------- | ----- | ------- | ------- | -------- |
| Кількість осіб: | 175   | 187     | 181     | 213      |
| Різниця:        |       | +6,85 % | -3,20 % | +17,67 % |

| Рік:            | 2023. | 2024.   |
| --------------- | ----- | ------- |
| Кількість осіб: | 212   | 213     |
| Різниця:        |       | +0,47 % |